# Стратегическая концепция НАТО
Стратегическая концепция НАТО — официальный документ, в котором определены долгосрочные цели, характер и основные задачи НАТО в области безопасности, определены направления дальнейшего реформирования вооружённых сил стран-членов НАТО. Действующая концепция была утверждена во время Мадридского саммита в июне 2022 года. С 1949 года было принято восемь Стратегических концепций. Первые четыре (1949, 1952, 1957, 1967 годы) были секретными документами до конца холодной войны. После окончания холодной войны были изданы четыре несекретных стратегических концепции (1991, 1999, 2010, 2022 годы), которые дополнялись секретными военными документами.